# Pedro Ríos Maestre
Pedro Ríos Maestre (Jerez de la Frontera, 12 de desembre de 1981), més conegut com a Pedro Ríos, és un exfutbolista espanyol que jugava com a migcampista, i que va acabar la carrera al San Fernando Club Deportivo.

## Carrera futbolística
Va començar la seva carrera al Sanluqueño (de tercera divisió, on hi jugava de davanter), d'on va passar al Ceuta (de segona divisió B, on les seves tres excel·lents temporades li van permetre de fitxar pel Xerez CD de la Segona divisió.
La temporada 2008-2009 aconseguí pujar a primera amb el Xerez. El 2009 signà contracte amb el Getafe CF fins a la temporada 2011-2012. El 2012 el Reial Saragossa va intentar el seu fitxatge, tot i que finalment va ser contractat pel Vila-real Club de Futbol, que el va cedir a la UE Llevant. El 2014 va ser el degà del futbol espanyol, el Recreativo de Huelva, qui es va fer amb els seus serveis. En concloure la temporada 2014-15 i confirmant-se el descens a Segona divisió B del club professional més antic d'Espanya, es va desvincular del club de Huelva per fitxar pel Còrdova CF.
L'agost de 2020 va anunciar la seva retirada.